# Charles Boyle, II conte di Burlington
Charles Boyle, II conte di Burlington (1669 – Londra, 9 febbraio 1704), è stato un nobile e politico inglese.

## Biografia
Era il figlio di Charles Boyle, III visconte Dungarvan, e della sua prima moglie, Lady Jane Seymour, figlia di William Seymour, II duca di Somerset.

## Carriera
Nel 1690, divenne deputato per Appleby (1690-1694) e governatore della contea di Cork. Nel 1694 ereditò i titoli del padre.
Nel 1695 divenne membro del Consiglio privato d'Irlanda e venne nominato Lord High Treasurer of Ireland. Nel 1698 ereditò i titoli del nonno ed è stato nominato Lord of the Bedchamber di Guglielmo III (1697-1702).
Fu nominato Lord Luogotenente di West Riding of Yorkshire (1699-1704) e prese parte al Consiglio privato (1702).

## Matrimonio
Sposò, il 26 gennaio 1688, Juliana Noel (19 maggio 1672-17 ottobre 1750), figlia di Henry Noel. Ebbero quattro figli:
- Lady Elizabeth (1691-25 novembre 1751), sposò Sir Henry Bedingfeld, III Baronetto, ebbero un figlio;
- Richard Boyle, III conte di Burlington (25 aprile 1694-3 dicembre 1753);
- Lady Juliana (1697-26 marzo 1739), sposò Charles Bruce, IV conte di Elgin, non ebbero figli;
- Lady Henrietta (1701-1746), sposò Henry Boyle, I conte di Shannon, ebbero tre figli.

## Morte
Morì il 9 febbraio 1704 a Londra.

## Ascendenza
|                                       |                                    |                                       | Genitori                                 |  |  | Nonni |  |  | Bisnonni                       |  |  | Trisnonni   |  |
|                                       |                                    |                                       |                                          |  |  |       |  |  | Richard Boyle, I conte di Cork |  |  | Roger Boyle |  |
|                                       |                                    |                                       |                                          |  |  |       |  |  | Richard Boyle, I conte di Cork |  |  | Roger Boyle |  |
|                                       |                                    | Joan Naylor                           |                                          |  |  |       |  |  | Richard Boyle, I conte di Cork |  |  |             |  |
| Richard Boyle, I conte di Burlington  |                                    |                                       |                                          |  |  |       |  |  | Richard Boyle, I conte di Cork |  |  |             |  |
|                                       |                                    | Catherine Fenton                      | Geoffrey Fenton                          |  |  |       |  |  |                                |  |  |             |  |
|                                       |                                    | Catherine Fenton                      | Geoffrey Fenton                          |  |  |       |  |  |                                |  |  |             |  |
|                                       |                                    | Catherine Fenton                      | Alice Weston                             |  |  |       |  |  |                                |  |  |             |  |
| Charles Boyle, III visconte Dungarvan |                                    | Catherine Fenton                      |                                          |  |  |       |  |  |                                |  |  |             |  |
|                                       |                                    | Henry Clifford, V conte di Cumberland | Francis Clifford, IV conte di Cumberland |  |  |       |  |  |                                |  |  |             |  |
|                                       |                                    | Henry Clifford, V conte di Cumberland | Francis Clifford, IV conte di Cumberland |  |  |       |  |  |                                |  |  |             |  |
|                                       |                                    | Henry Clifford, V conte di Cumberland | Grisold Hughes                           |  |  |       |  |  |                                |  |  |             |  |
| Elizabeth Clifford                    |                                    | Henry Clifford, V conte di Cumberland |                                          |  |  |       |  |  |                                |  |  |             |  |
|                                       |                                    | Frances Cecil                         | Robert Cecil, I conte di Salisbury       |  |  |       |  |  |                                |  |  |             |  |
|                                       |                                    | Frances Cecil                         | Robert Cecil, I conte di Salisbury       |  |  |       |  |  |                                |  |  |             |  |
|                                       |                                    | Frances Cecil                         | Elizabeth Brooke                         |  |  |       |  |  |                                |  |  |             |  |
| Charles Boyle, II conte di Burlington |                                    | Frances Cecil                         |                                          |  |  |       |  |  |                                |  |  |             |  |
|                                       | Edward Seymour, visconte Beauchamp | Edward Seymour, I conte di Hertford   |                                          |  |  |       |  |  |                                |  |  |             |  |
|                                       | Edward Seymour, visconte Beauchamp | Edward Seymour, I conte di Hertford   |                                          |  |  |       |  |  |                                |  |  |             |  |
|                                       | Edward Seymour, visconte Beauchamp | Catherine Grey                        |                                          |  |  |       |  |  |                                |  |  |             |  |
| William Seymour, II duca di Somerset  | Edward Seymour, visconte Beauchamp |                                       |                                          |  |  |       |  |  |                                |  |  |             |  |
|                                       |                                    | Honora Rogers                         | Richard Rogers                           |  |  |       |  |  |                                |  |  |             |  |
|                                       |                                    | Honora Rogers                         | Richard Rogers                           |  |  |       |  |  |                                |  |  |             |  |
|                                       |                                    | Honora Rogers                         | Cecilia Luttrell                         |  |  |       |  |  |                                |  |  |             |  |
| Jane Seymour                          |                                    | Honora Rogers                         |                                          |  |  |       |  |  |                                |  |  |             |  |
|                                       |                                    | Robert Devereux, II conte d'Essex     | Walter Devereux, I conte di Essex        |  |  |       |  |  |                                |  |  |             |  |
|                                       |                                    | Robert Devereux, II conte d'Essex     | Walter Devereux, I conte di Essex        |  |  |       |  |  |                                |  |  |             |  |
|                                       |                                    | Robert Devereux, II conte d'Essex     | Lettice Knollys                          |  |  |       |  |  |                                |  |  |             |  |
| Frances Devereux                      |                                    | Robert Devereux, II conte d'Essex     |                                          |  |  |       |  |  |                                |  |  |             |  |
|                                       |                                    | Frances Walsingham                    | Francis Walsingham                       |  |  |       |  |  |                                |  |  |             |  |
|                                       |                                    | Frances Walsingham                    | Francis Walsingham                       |  |  |       |  |  |                                |  |  |             |  |
|                                       |                                    | Frances Walsingham                    | Ursula St. Barbe                         |  |  |       |  |  |                                |  |  |             |  |
|                                       |                                    | Frances Walsingham                    |                                          |  |  |       |  |  |                                |  |  |             |  |